# Alain Joyandet
Alain Joyandet (ur. 15 stycznia 1954 w Dijon) – francuski polityk i samorządowiec, parlamentarzysta, sekretarz stanu w gabinecie François Fillona.

## Życiorys
Ukończył studia medyczne w Dijon. Zawodowo pracował jako dziennikarz, prowadził też studio fotograficzne.
Zaangażował się w działalność gaullistowskiego Zgromadzenia na rzecz Republiki. W latach 1992–2002 był radnym departamentu Górna Saona. Od 1995 do 2012 sprawował urząd mera Vesoul. Był radnym regionu Franche-Comté, w 2015 i 2021 wybierany do rady regionu Burgundia-Franche-Comté.
W okresie 1995–2002 zasiadał we francuskim Senacie. W 2002 i 2007 z ramienia Unii na rzecz Ruchu Ludowego uzyskiwał mandat posła do Zgromadzenia Narodowego XII i XIII kadencji.
W marcu 2008 powołano go na urząd sekretarza stanu ds. współpracy i Frankofonii przy ministrze spraw zagranicznych. Pełnił tę funkcję do lipca 2010. W 2014 i 2020 ponownie wybierany do Senatu.